# Fabró Henrik
Fabró Henrik, névváltozata: Fabro (Borbátvíz, 1866. május 21. – Balatonfüred, 1924. február 16.) magyar gyorsíró, ügyvéd, az MTI elnöke (1918–1919).

## Életpályája
Fabró György cs. és kir. százados és Brdán Mária fiaként született. A szászsebesi és a nagyszebeni gimnáziumokba járt, majd az érettségit követően jogi pályára lépett. 1882 és 1887 között a Budapesti Tudományegyetem Jog- és Államtudományi Karán végezte tanulmányait, ahol előbb doktorátust tett, később ügyvédi oklevelet szerzett. 1886-ban az országgyűlési gyorsíróiroda gyakornoka lett, majd 1922-ben kinevezték az iroda vezetőjévé. Sok nyelven beszélt. 1894 és 1904 között az Országos Magyar Gyorsíró Egyesület, 1905 és 1923 között az általa alapított Gyakorló Gyorsírók Társaság elnöke volt. 1918–19-ben a Magyar Távirati Iroda elnöki tisztségét is betöltötte. Cikkei gyorsírói szaklapokban jelentek meg, főleg az általa alapított Az Írás című újságban, melynek szerkesztője volt. Először kezdeményezte a magánhangzókkal való rövidítési módot (fabroizmusok), ebben az irányban dolgozta át a Gabelsberger–Markovits-féle gyorsírási rendszert.
Felesége Fajnor Róza volt, akit 1891 novemberében Temesváron vett nőül.
Síremléke – Tóth István alkotása – a Fiumei úti sírkert 45. parcellájában található.

## Művei
- Mire tanított meg 36 évi gyorsírási gyakorlat? (Budapest, 1915)
- Párisi békedelegációs naplója (I–III. Budapest, 1935–41)

## Források

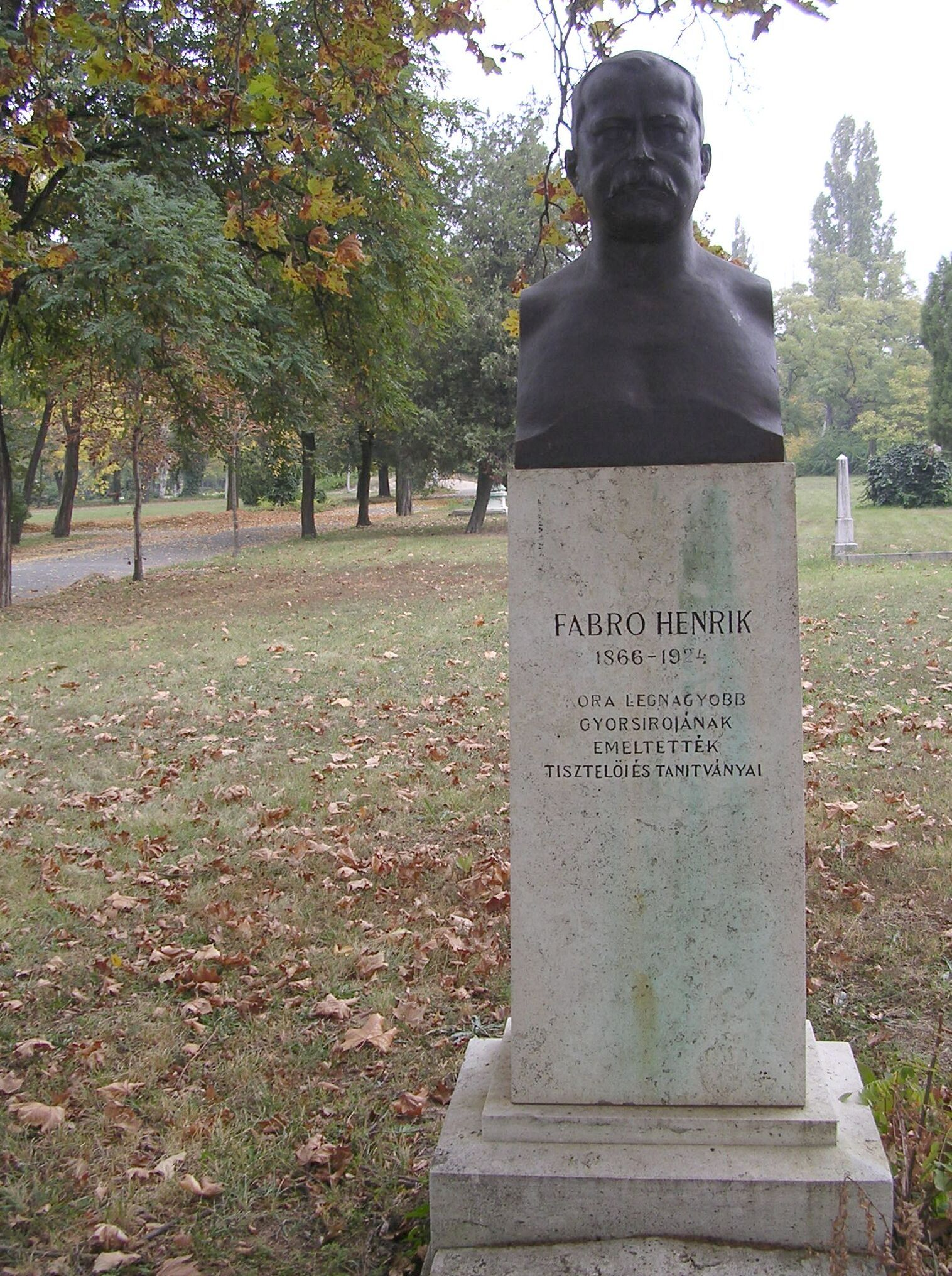
Sírja a Fiumei úti sírkertben